# Reedy
Reedy – miasto w Stanach Zjednoczonych, w stanie Wirginia Zachodnia, w hrabstwie Roane.